# Curepipe
Curepipe es una ciudad residencial situada en Mauricio, que contaba con 83.000 habitantes en el año 2003 y con 78.618 habitantes en 2018. Se sitúa a 20 km de Port Louis, que es la capital y la mayor ciudad de Mauricio. 

## Etimología
Se dice que el nombre de la ciudad, Curepipe, proviene del francés "curer sa pipe", que se traduce como "limpiar su pipa". Hay varias teorías de los historiadores sobre el nombre de la ciudad. Algunos historiadores creen que el nombre se le dio porque los viajeros y los soldados del siglo XIX viajaban a menudo desde Port Louis y Grand Port (ahora Mahébourg) para recargar sus pipas en Curepipe. Otros historiadores creen que el nombre se le dio en honor a un difunto terrateniente durante el siglo XVIII.

## Geografía
La localidad cubre oficialmente un área de 23.8 km2. Se encuentra en el distrito de Plaine Wilhems, en la meseta central de Mauricio, a una altitud de 561 metros. En las proximidades de la población se halla el volcán inactivo Trou aux Cerfs.
De entre las principales ciudades de la meseta central de la isla, Curepipe es la más meridional y también la más alta. Como consecuencia de su altura, Curepipe es conocida por su clima templado y relativamente más frío y lluvioso que en el resto del país. Los inviernos son suaves y lluviosos, y los veranos resultan húmedos.
El suelo es exuberante y rico, como atestigua el hermoso bosque de coníferas que rodea la ciudad, y tiene hermosas hortalizas y mercados de flores, con lo cual resulta fácil asociar esta ciudad con una ciudad universitaria inglesa, ya que además es la sede de numerosas escuelas e instituciones terciarias. 

## Datos demográficos
Según el censo realizado por la Oficina de Estadística de Mauricio, la población de la ciudad era de 78.692 habitantes en el año 2018.
El idioma principal que se habla es el criollo mauriciano, aunque el francés predomina en situaciones más formales. El tamil, el bhoshpuri, el hindi, el télugu, el urdu, el chino mandarín y el chino hakka también se hablan como segundo o tercer idioma, principalmente en actividades religiosas. El idioma oficial del Consejo es el inglés.
Según el censo de 2012, realizado por la Oficina de Estadística de Mauricio, el 48.4% de la población de Curepipe practica el cristianismo (católicos: 39.2%; protestantes: 1.3%; otros cristianos: 8%), el 37.7% practica el hinduismo y el 13.9%, el islam.

## Historia
Los franceses fundaron el asentamiento al iniciarse la colonización francesa de la isla, quizás porque el clima fresco probablemente les recordaba a su Francia natal. Una ciudad vecina fue, de hecho, bautizada como Nouvelle France, es decir, Nueva Francia. 
Hasta hace poco, Curepipe era el principal lugar de residencia de los descendientes de franceses, con villas de lujo bien cuidadas y centros comerciales. La expansión urbana cada vez mayor y la mejora en las carreteras y las comunicaciones parecen haber convencido a muchos habitantes para mudarse desde la costa occidental hacia esta zona.

## Deportes
Los principales equipos de fútbol de Curepipe son el Curepipe Starlight SC y el Cercle de Joachim SC, que juegan en la Primera División Nacional. En la ciudad se encuentra el Estadio George V. Se sitúa junto a los bosques del distrito de Curepipe y en 2003 ha sido el anfitrión de los Juegos de las Islas del Océano Índico.

## Ciudades hermanadas
- Castel Gandolfo, Italia.[cita requerida]